# Hans Hassenteufel
Hans Hassenteufel (Hamburgo, 27 de enero de 1887-Múnich, 15 de agosto de 1943) fue un pintor alemán especializándose sobre todo en retratos, desnudos, paisajes y naturalezas muertas.

## Biografía

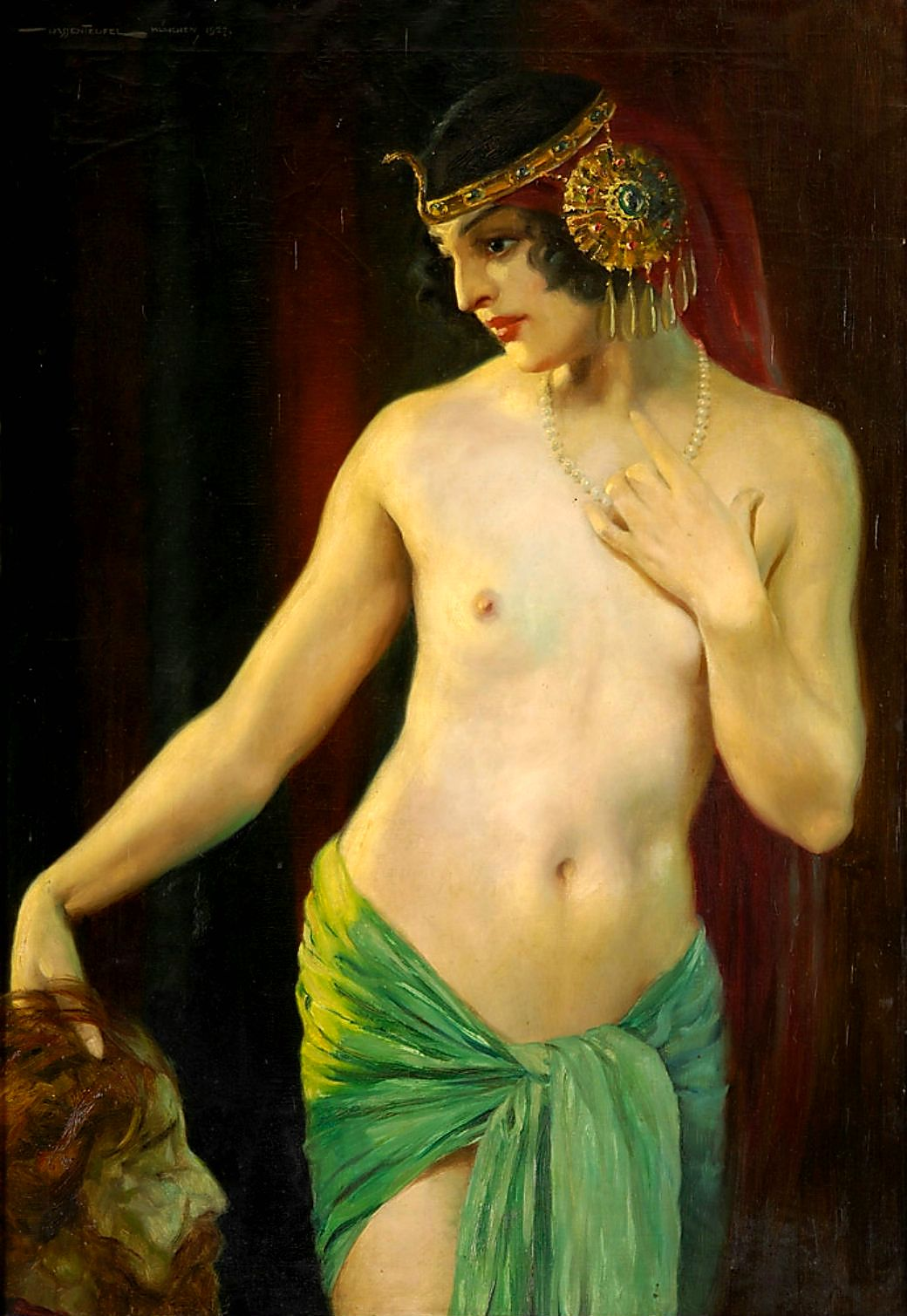
Salomé.

Estudió pintura de forma privada con Rudolf Jacob Zeller en su ciudad natal, Hamburgo, continuando con estudios en una escuela privada de pintura y dibujo en Múnich, dirigida por Walter Thor y luego en la Academia de Bellas Artes de la misma ciudad, donde sus principales profesores fueron Peter Halm y Franz von Stuck.
Después de graduarse, Hassenteufel permaneció en Múnich a lo largo de su carrera, creando una inmensa cantidad de retratos y desnudos o semidesnudos femeninos, muchos realizados en estilo orientalista. Ocasionalmente pintó paisajes y naturalezas muertas. Muchas de sus obras fueron publicadas en forma de postales. 